# Premio de Composición Musical Príncipe Pierre de Mónaco
El Premio de composición musical Príncipe Pierre de Mónaco («Prix de composition musicale») es un premio musical que otorga la Fundación Príncipe Pierre de Mónaco («Fondation Prince Pierre de Monaco»).
El premio fue fundado en 1960 y desde 1990 se entrega a una composición de música contemporánea que haya sido estrenada el año anterior. En 2006 estaba dotado con 15.000 euros. El premio se otorga a propuesta del Consejo musical, sin que sea necesario presentar ninguna candidatura. El Consejo en 2007 estaba formado por los siguientes miembros: 
- Presidente honorífico: Henri Dutilleux (Francia)
- Presidente: Betsy Jolas ( Estados Unidos / Francia)
- Miembros: Narcis Bonet (España), Charles Chaynes, del Instituto de Francia, Ahmed Essyad (Marruecos/Francia), Ivan Fedele (Italia), Cristóbal Halffter (España), Arvo Pärt (Estonia), Aribert Reimann (Alemania) y Gilles Tremblay (Canadá).
- Organización general: Béatrice Dunoyer

## Palmarés de los premios
Desde la creación del premio en 1960 hasta 1982 el premio era Internacional, con candidaturas abiertas. De 1983 a 1989, el Premio recompensaba a un compositor por el conjunto de su obras. Desde 1990, se entrega a composiciones de música contemporánea que hayan sido estrenadas el año anterior.
| Año  | Compositor                                  | Obra                                                            | País                                            |
| 1960 | Jean-Jacques Grünenwald Reinhold Finkbeiner | Música lírica Música de cámara                                  | Francia · Alemania                              |
| 1961 | Bruno Gillet                                | Música escénica                                                 | Francia                                         |
| 1962 | (Solo fueron otorgadas menciones)           | -                                                               | -                                               |
| 1963 | Kyoko Nukada Andrzej Panufnik               | Música de cámara Música orquestal                               | Japón · Polonia                                 |
| 1964 | Wilhelm Georg Berger                        | Música de cámara                                                | Rumania                                         |
| 1965 | Fernando Lopes-Graça Romuald Twardowski     | Música de cámara Música escénica                                | Portugal · Polonia                              |
| 1966 | Louis Saguer                                | Música escénica                                                 | Francia                                         |
| 1967 | (Solo fueron otorgadas menciones)           | -                                                               | -                                               |
| 1968 | Hans Erich Apostel                          | Música de cámara                                                | Austria                                         |
| 1969 | Alain Kremski-Petitgirard                   | Música orquestal                                                | Francia                                         |
| 1970 | Krzystof Meyer                              | Música escénica                                                 | Polonia                                         |
| 1971 | Robert-Xavier Rodríguez                     | Música de cámara                                                | Estados Unidos                                  |
| 1971 | Gerhard Holzer                              | Música sacra                                                    | Suiza                                           |
| 1972 | Daniele Zanettovich                         | Música orquestal                                                | Italia                                          |
| 1973 | Romuald Twardowski                          | Música escénica                                                 | Polonia                                         |
| 1974 | Juliusz Luciuk                              | Música de cámara                                                | Polonia                                         |
| 1975 | Giampaolo Coral                             | Música sacra                                                    | Italia                                          |
| 1976 | Christopher Brown                           | Música sacra                                                    | Reino Unido                                     |
| 1977 | (Solo fueron otorgadas menciones)           | -                                                               | -                                               |
| 1978 | Daniele Zanettovich                         | Música sinfónica                                                | Italia                                          |
| 1979 | Franklin Gyselynck                          | Música de cámara                                                | Bélgica                                         |
| 1980 | Sardi                                       | Música sinfónica                                                | Estados Unidos                                  |
| 1981 | Alain Voirpy                                | Música de cámara                                                | Francia                                         |
| 1982 | Marc-Antonio Consoli                        | Música sinfónica                                                | Estados Unidos                                  |
| 1983 | Andrzej Panufnik                            | -                                                               | Polonia                                         |
| 1984 | Sir Michael Tippett                         | -                                                               | Reino Unido                                     |
| 1985 | Goffredo Petrassi                           | -                                                               | Italia                                          |
| 1986 | Aribert Reimann                             | -                                                               | Alemania                                        |
| 1987 | Sofia Gubaidulina                           | -                                                               | Rusia                                           |
| 1988 | György Ligeti                               | -                                                               | Hungría                                         |
| 1989 | George Crumb                                | -                                                               | Estados Unidos                                  |
| 1990 | Jean-Louis Florentz                         | Requiem de la Vierge.                                           | Francia                                         |
| 1991 | Hans-Jurgen von Bose                        | 63: Dream Palace.                                               | Alemania                                        |
| 1992 | György Kurtág                               | op. 27 y op. 29 n.º 3 Grabstein für Stefan                      | Hungría                                         |
| 1993 | John Casken                                 | Still Mine, para barítono y orquesta.                           | Reino Unido                                     |
| 1994 | Heinz Holliger                              | (S) Irato, monodia para gran orquesta.                          | Suiza                                           |
| 1995 | Ramon Lazkano                               | Hitzaurre Bi.                                                   | España                                          |
| 1996 | Gérard Pesson                               | Récréations françaises.                                         | Francia                                         |
| 1997 | Wolfgang Rihm                               | Gejagte Form.                                                   | Alemania                                        |
| 1998 | Elliott Carter                              | Allegro Scorrevole.                                             | Estados Unidos                                  |
| 1999 | Matthias Pintscher                          | Thomas Chatterton, ópera.                                       | Alemania                                        |
| 2000 | Pierre Boulez                               | Por el conjunto de su obra, a título excepcional.               | Francia                                         |
| 2001 | Simon Holt                                  | Sunrise' yellow noise.                                          | Reino Unido                                     |
| 2002 | Philippe Manoury                            | K..., ópera.                                                    | Francia                                         |
| 2003 | Salvatore Sciarrino                         | Macbeth, ópera.                                                 | Italia                                          |
| 2004 | Luis de Pablo                               | Frondoso misterio.                                              | España                                          |
| 2005 | Frédéric Durieux                            | Traverses 1,2 & 3, para gran orquesta.                          | Francia                                         |
| 2006 | Helena Tulve                                | Reyah hadas ‘ala, para voz y conjunto de instrumentos antiguos. | Estonia                                         |
| 2007 | Georges Aperghis                            | Wölfli-Kantata, para coro mixto y conjunto vocal (6 solistas)   | Grecia ( Francia)                               |
| 2008 | Peter Eötvös                                | Seven                                                           | Hungría (nacido en Transilvania, ahora Rumania) |
| 2009 | Jonathan Harvey                             | Speakings, para orquesta y electrónica.                         | Reino Unido                                     |